# Pine Hill Soak Conservation Park
Pine Hill Soak Conservation Park är en park i Australien. Den ligger i delstaten South Australia, omkring 270 kilometer sydost om delstatshuvudstaden Adelaide.
Trakten runt Pine Hill Soak Conservation Park är nära nog obefolkad, med mindre än två invånare per kvadratkilometer.. Närmaste större samhälle är Serviceton, omkring 20 kilometer nordost om Pine Hill Soak Conservation Park.
Trakten runt Pine Hill Soak Conservation Park består till största delen av jordbruksmark. Genomsnittlig årsnederbörd är 648 millimeter. Den regnigaste månaden är juli, med i genomsnitt 115 mm nederbörd, och den torraste är december, med 13 mm nederbörd.